# Département de Candelaria
Le département de Candelaria est une des 17 subdivisions de la province de Misiones, en Argentine. Son chef-lieu est la ville de Santa Ana.
Le département a une superficie de 913 km2. Sa population s'élevait à 22 290 habitants, selon le recensement de 2001 (INDEC), et à 23 521 en 2005 selon une estimation de l'INDEC.